# (804) Hispania
(804) Hispania – planetoida z pasa głównego asteroid okrążająca Słońce w ciągu 4 lat i 288 dni w średniej odległości 2,84 au. Została odkryta 20 marca 1915 roku Observatorio Fabra w Barcelonie przez Josepa Solę. Nazwa pochodzi od łacińskiej nazwy kraju w którym została odkryta, gdyż była to pierwsza odkryta asteroida w Hiszpanii. Przed nadaniem nazwy planetoida nosiła oznaczenie tymczasowe (804) 1915 WT.